# Gammnes
Gammnes est une localité du comté de Troms, en Norvège.

## Géographie
Administrativement, Gammnes fait partie de la kommune de Karlsøy.